# Шемсирухсар-хатун
Шемсирухса́р-хату́н (тур. Şemsiruhsar Hatun; ум. до 1613, Стамбул) — наложница османского султана Мурада III.

## Биография
Неизвестно ничего о происхождении Шемсирухсар. В гаремных документах она значится как Hātun binti Abd-ül-Gaffar — дочь Абд-уль-Гаффара. В раннем возрасте Шемсирухсар попала в гарем султана Мурада III и впоследствии стала одной из его любимых наложниц. Достоверно известно об одном ребёнке Шемсирухсар — дочери Рукийе. Шемсирухсар скончалась до 1613 года в Стамбуле.
Шемсирухсар, как и другие жёны султанов, занималась благотворительностью; в частности, она создала фонд чтецов Корана в Медине.